# ۱۰۷۲ (قمری)
۱۰۷۲ (قمری)، هزار و هفتاد و دومین سال در گاهشماری هجری قمری است. اول محرم این سال برابر با بیست و هفتم اوت سال ۱۶۶۱ میلادی است.